# Giuseppe Arcimboldo
Giuseppe Arcimboldo (Milano, oko 1527. – Milano, 11. srpnja 1593.), talijanski maniristički slikar; tehnički savršen slikar osebujnog i originalnog manirističkog stila. 
Nakon naukovanja u rodnom Milanu djelovao je pretežno u Pragu kao dvorski slikar nekoliko vladara. Bio je učenik učenika Leonarda da Vincija, od kojih je najvjerojatnije naslijedio preciznost i znatiželju.
Godine 1556. godine radio je s Giuseppeom Medom na freskama u katedrali u Monzi, ali su njegovi radovi religijske tematike poprilično zaboravljeni.
Od 1562. Arcimboldo je počeo raditi na carskom dvoru Habsburgovca Ferdinanda I. U tom razdoblju je naslikao svoja najpoznatija djela, i razvio svoj nevjerojatno poseban umjetnički stil, koji ga snažno razlikuje od ostalih suvremenika. 
Arcimboldo je stvorio uistinu fantastičnu sliku praškog dvora, stvarajući kostime, dizajnirajući i dekorirajući. Car Rudolf II. dao mu je nebrojene ovlasti za usluge slikanja brojnog niza portreta carske obitelji i državnika, te mu je postavio i zadatak istraživanja umjetničkih djela. God. 1587. Arcimboldo se vratio u Milano, ali je ostao u kontaktu s carem. Preminuo je 11. srpnja 1593. u Milanu. Iako je bio vrlo popularan tijekom svog života, ubrzo je zaboravljen nakon smrti. 
Njegova neobična vizija potakla je mnoge iz njegovog vremena da vjeruju kako je Arcimboldo duševno bolestan i kako su njegova djela rezultat gubitka razuma. Poslije njegove smrti, njegova djela padaju u zaborav, sve dok ih početkom 20. stoljeća ne otkriju nadrealisti. Od tada njegov opus postaje svjetski slavan. Iako nije imao izravne učenike, po slobodi fantazije i bizarnim slikarskim efektima blizak je modernom dadaizmu i nadrealizmu 20. stoljeća.

## Djela
Najpoznatije Arcimboldove slike su alegorije i personifikacije godišnjih doba (Četiri godišnja doba) i prirodnih elemenata, te fantastični portreti komponirani od cvijeća, voća, povrća, grana, lišća ili knjiga (Knjižničar, Vertumnus). Neki prikazi su satirični portreti dvorskih osoba, a drugi su alegorijske personifikacije. 
Možda vrhunac njegovih kompozicijskih portreta, od kojih se četiri nalaze u bečkom Muzeju povijesti umjetnosti, čine dvije nevjerojatno ljupke kreacije Flore. Arcimboldo ih je načinio pred kraj svog života u Milanu, te ih je potom poslao u Prag kao zahvalu za to što je nakon 25 godina rada kao dvorski slikar u službi Maksimilijana II. i Rudolfa II. bogato nagrađen i poslan natrag u domovinu. Obje slike Flore nalazile su se u zbirci cara Rudolfa II., ali su 1648. kao dio ratnog plijena stigle u Stockholm, u zbirku kraljice Kristine Švedske. Nakon abdikacije kraljice slike su ostale u privatnom vlasništvu u Švedskoj, te su u 19. i 20. stoljeću više puta promijenile vlasnika.
- Zima, 1573., ulje na platnu, Louvre, Pariz.
- Proljeće, 1563., ulje na drvu, Louvre, Pariz.
- Ljeto, 1573., ulje na platnu, Louvre, Pariz.
- Jesen, 1573., ulje na platnu, Louvre, Pariz.
- Portret Rudolfa II. (Vertumnus), 1591., ulje na platnu, dvorac Skokloster, Švedska
- Knjižničar (Arcimboldo), 1566., ulje na platnu, dvorac Skokloster, Švedska.
- Vatra, 1566., ulje na drvu, 66,5 x 50,8 cm, Kunsthistorisches Museum, Beč.
- Odvjetnik, 1566., ulje na platnu.